# Ипати
Ипа̀ти (на гръцки: Υπάτη) е село в Република Гърция, дем Ламия в област Централна Гърция. Селото има население от 724 души. До 2011 година селото е център на дем Ипати в ном Фтиотида.

## История
През XIV век крепоста Неопатрия над сегашното село Ипати е седалище на дука на херцогство Неопатрия.

## Личности
Родени в Ипати
- Димтриос Грапсас (р. 1948) – високопоставен гръцки армейски офицер, началник на генералния щаб на националната отбрана на Гърция (2007–2009)
- Спирос Мацукас (1873 – 1928) - гръцки поет